# Свято-Троицкий собор (Париж)
Свято-Троицкий собор и Российский духовно-культурный православный центр (фр. Cathédrale de la Sainte-Trinité de Paris et Centre Spirituel et Culturel Orthodoxe Russe) — комплекс из четырёх зданий:
- кафедральный собор Святой Троицы Корсунской епархии Русской православной церкви,
- центр дополнительного образования,
- выставочный центр,
- здание амфитеатра.

Центр расположен на территории общей площадью 4,2 тыс. м² в VII округе Парижа, приобретённой Правительством России участке земли в Париже, в нескольких сотнях метров от Эйфелевой башни и в непосредственной близости от музея Бранли, Гран Пале и парижского музея современного искусства. Территория центра является частью посольства РФ во Франции и обладает в этой связи дипломатическим иммунитетом.
Проект центра разработан французским архитектором Жаном-Мишелем Вильмоттом. Официальное открытие состоялось 19 октября 2016 года.

## История

### Предыстория

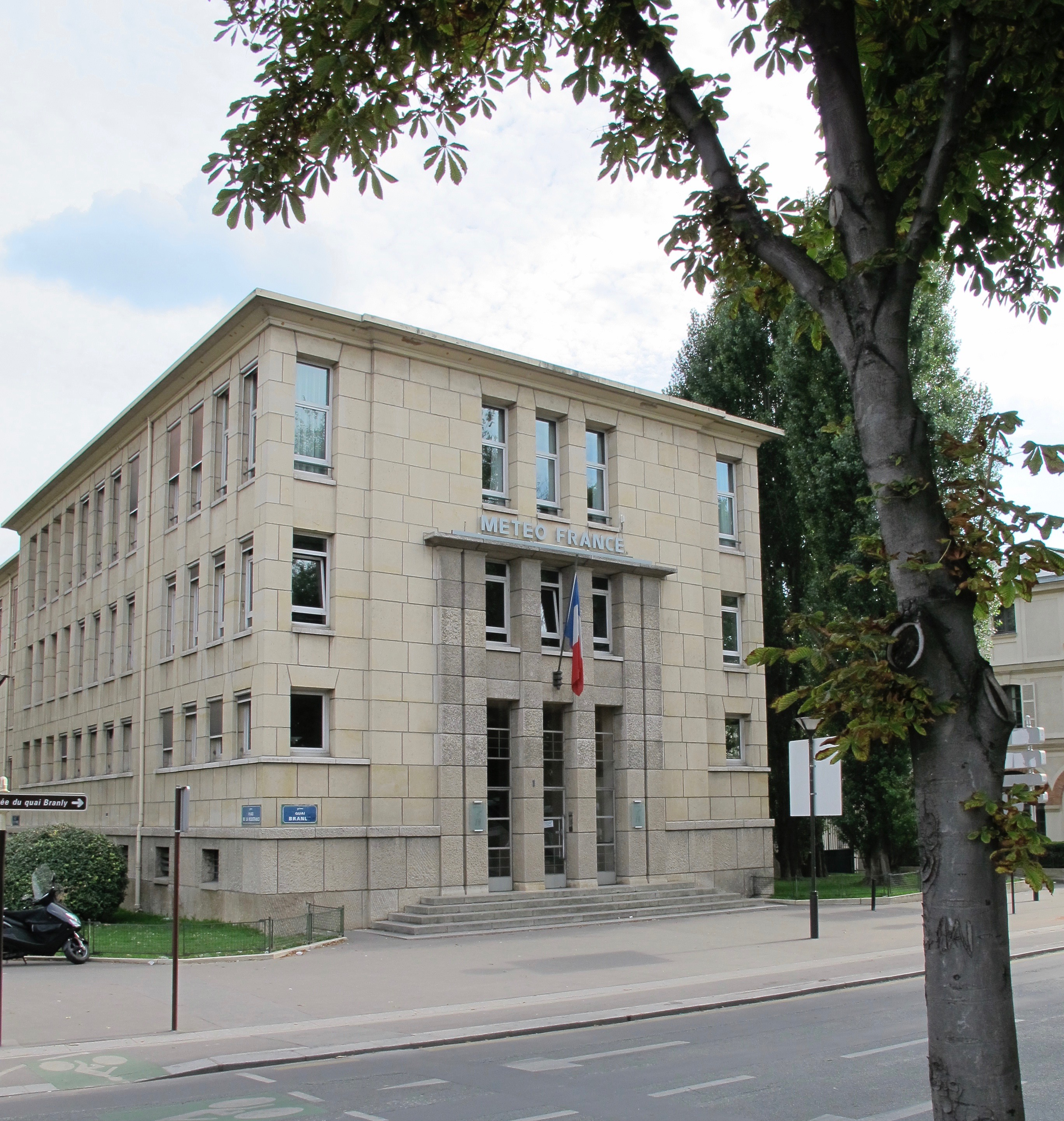
Здание Метео-Франс. 25 июля 2011 года

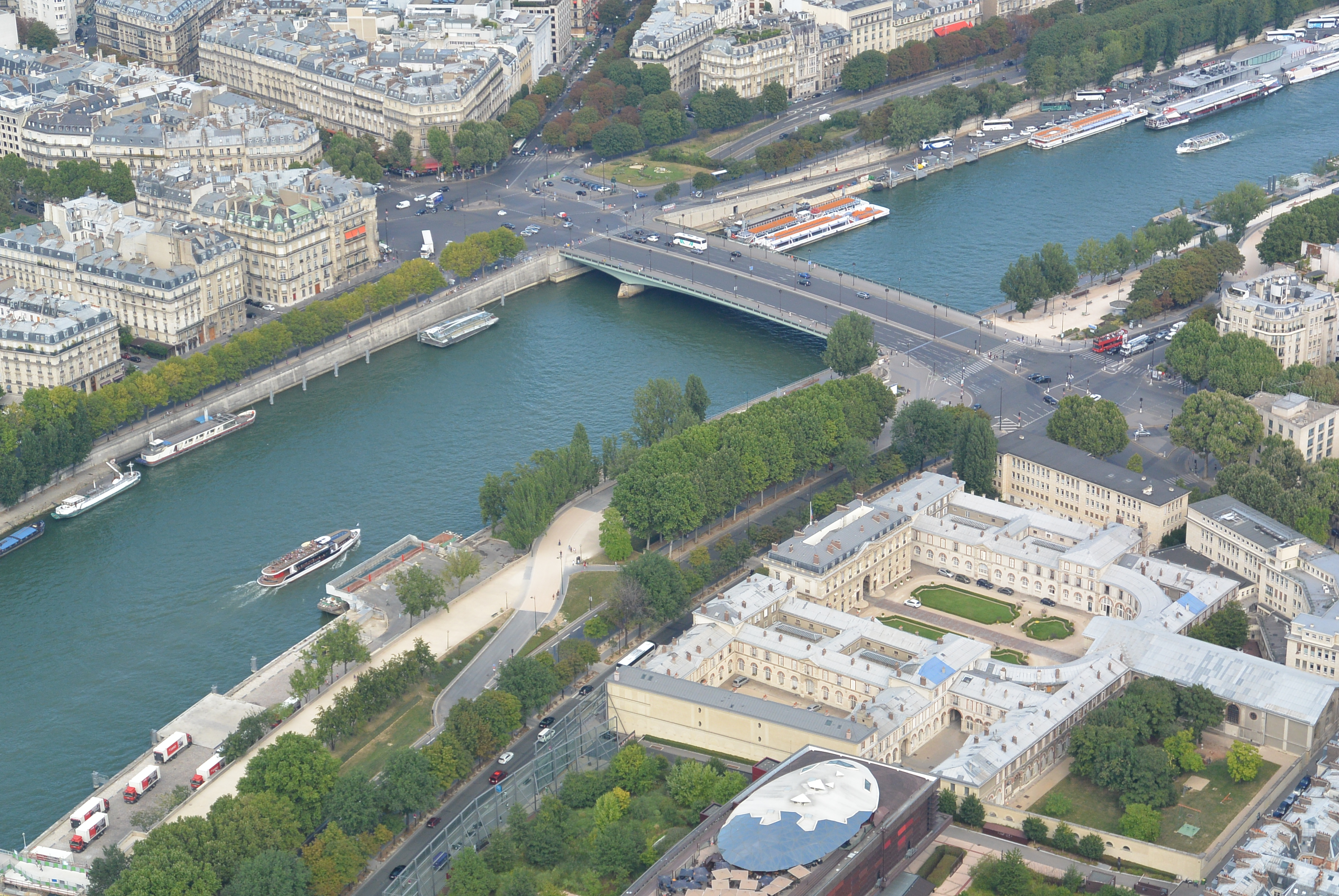
Набережная Бранли до постройки комплекса

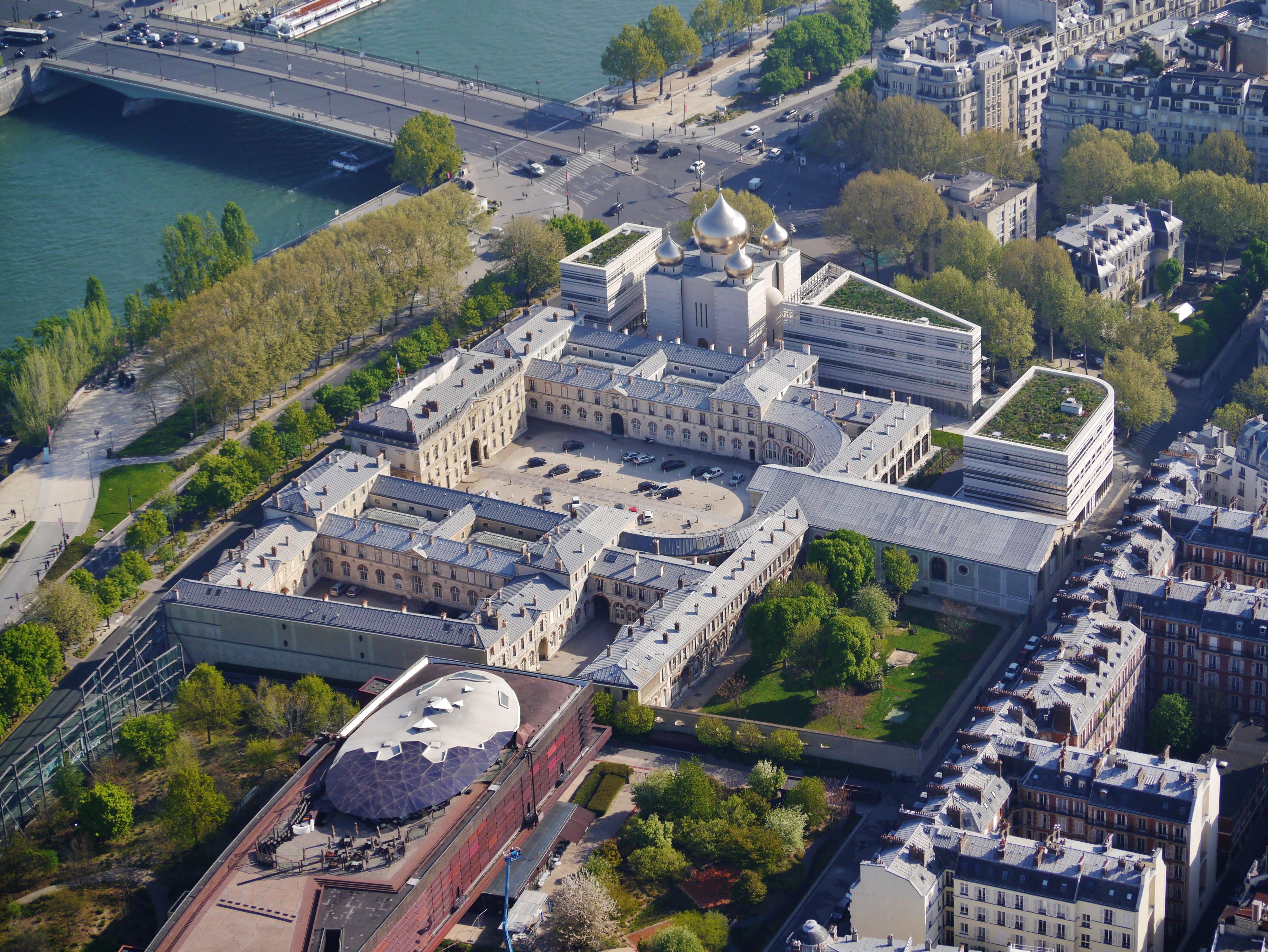
Набережная Бранли после постройки комплекса

Открытый в 1931 году Храм трёх святителей на улице Петель после падения «железного занавеса» перестал вмещать всех молящихся, несмотря на то, что богослужения там совершаются ежедневно. В октябре 2007 году Патриарх Московский и всея Руси Алексий II, побывавший с официальным визитом во Франции, с сочувствием отнёсся к нуждам православных парижан, которым приходится молиться в большой тесноте, и на встрече с президентом Николя Саркози обратился с просьбой дать разрешение на возведение нового православного собора в Париже.
После того, как было получено согласие президентов России и Франции, начался поиск места для строительства центра. Но процесс двигался очень медленно, да и участка подходящего французские власти предложить не могли, пока в октябре 2009 года французские власти не выставили на продажу земельный участок тысяч квадратных метров на набережной Бранли. На этом месте располагался комплекс зданий метеорологической службы Франции, предназначенных под снос. Его и решила приобрести российская сторона. 3 февраля 2010 года состоялся официальный тендер, где Россия уверенно победила Саудовскую Аравию и Канаду на приобретение участка площадью 4245 м² в центральном 7-м округе Парижа на левом берегу Сены, на набережной Бранли, почти в километре от Эйфелевой башни для сооружения русского духовно-культурного центра с храмом.
В марте того же года управляющий делами Президента Российской Федерации В. И. Кожин подписал документы по приобретению Россией земельного участка под строительство православного храма и ряда зданий культурно-духовного назначения. Сумма покупки по взаимной договорённости сторон не разглашалась. Во влиятельных французских газетах, в частности, Figaro, фигурировала цифра в 60-70 млн евро.
Договорённость о строительстве была подтверждена президентами обеих стран: Дмитрием Медведевым и Николя Саркози. 11 июня 2010 года председатель Правительства России В. В. Путин и Премьер-министр Франции Франсуа Фийон побывали на месте будущего российского духовно-культурного центра в Париже.

### Конкурс и проект
По задумке постройка на данной территории должна была вместить в себя как кафедральный храм, так и культурный и духовный центр, став таким образом неким связующим звеном между Россией и Францией; при этом она должна вписаться в окружающий городской пейзаж.
1 октября 2010 года жюри из 15 человек под председательством управляющего делами Президента Российской Федерации В. И. Кожина утвердило во Франции условия архитектурного конкурса и задание на проектирование строительства российского духовно-культурного православного центра в Париже. В декабре 2010 года были подведены итоги первого тура конкурса. К участию в конкурсе были допущены 109 работ. В финал вышло десять проектов: два российско-французских, четыре российских и четыре французских. Со всеми десятью эскизами ознакомились президент Франции Николя Саркози, руководство России и Патриарх Московский и всея Руси Кирилл.
17 марта 2011 года на заседании жюри был объявлен победитель — проект, выполненный Мануэлем Нуньес-Яновским совместно с московской мастерской ООО «Arch Group». В описании проекта говорилось:

Сквозь прозрачные стены можно видеть боковой фасад дворца на соседнем участке. Стеклянный навес накрывает сад, окружающий храм. Лаконичный белый объём храма дополняется звонницей на главном углу участка и стеклянными куполами, в ночное время светящимися изнутри золотистым светом
Сам Нуньес-Яновский так описал свою идею: 

Для меня русский православный храм всегда был неким прообразом целого города. Вокруг него мы создадим церковный сад. <…> В этом романтическом саду мы посадим березы, рябины, вербы, клены, липы. Сад начнется перед храмом, а потом поднимется вверх по террасам административных зданий религиозно-культурного центра. Собор будет белокаменным. <…> Такой камень можно найти и во Франции, но я предложил привезти его из России. Это, с моей точки зрения, важно. В России отольют и колокола. <…> Стеклянный покров накроет все сооружение, включая собор. <…> Это идея — от покрова Божьей Матери <…> Наш покров будет находиться как бы в подвешенном состоянии над храмом и садом. Стекло будет самоомывающимся — по всей поверхности пойдёт тончайшая пленка воды. На фасаде здания разместятся солнечные батареи для подогрева воды зимой.
18 ноября 2011 года российский премьер-министр В. В. Путин объявил, что работы по возведению храма начнутся в январе 2012 года и будут осуществлены французской компанией «Bouygues». Деньги на реализацию проекта выделены из бюджета Российской Федерации. По словам управляющего делами президента России Владимира Кожина, строительство православного центра планировалось завершить в течение года.
В 2012 году парижская мэрия начала рассмотрение заявки на строительство православного центра. Мэр Парижа Бертран Деланоэ заявил, что проект-победитель ему никогда не нравился, что он портит внешний вид набережной и никак не вписывается в антураж района. В это же время активизировались и представители Западноевропейского экзархата русских приходов Константинопольского Патриархата, который с самого начала выступал резко против и самого строительства, и конкретного проекта, утверждая, что он «не соответствует духу Православия», а лишь «выражает непомерные амбиции Русской Церкви». Министр культуры Франции Орели Филиппетти выдвинула претензии на чересчур большие размеры собора и опасность, которая будет угрожать при его строительстве соседним зданиям. К тому же столичная полиция встревожилась, что с террасы собора можно будет совершить нападение на расположенный рядом дворец Альма. Никита Кривошеин связал негативную реакцию с тем, что Париж являлся центром «либерального леваческого настроения. В отличие от верующих Италии и Испании, здесь относятся к религии, а тем более к православию враждебно. <…> как только появился проект, утверждённый президентом Саркози, безобразный левый еженедельник „Le Nouvel Observateur“ за подписью очень левого журналиста со знанием дела утверждал, что культурный центр и православный храм на набережной Бранли задуман как филиал и, простите, „собачий штаб“ службы разведки РФ».

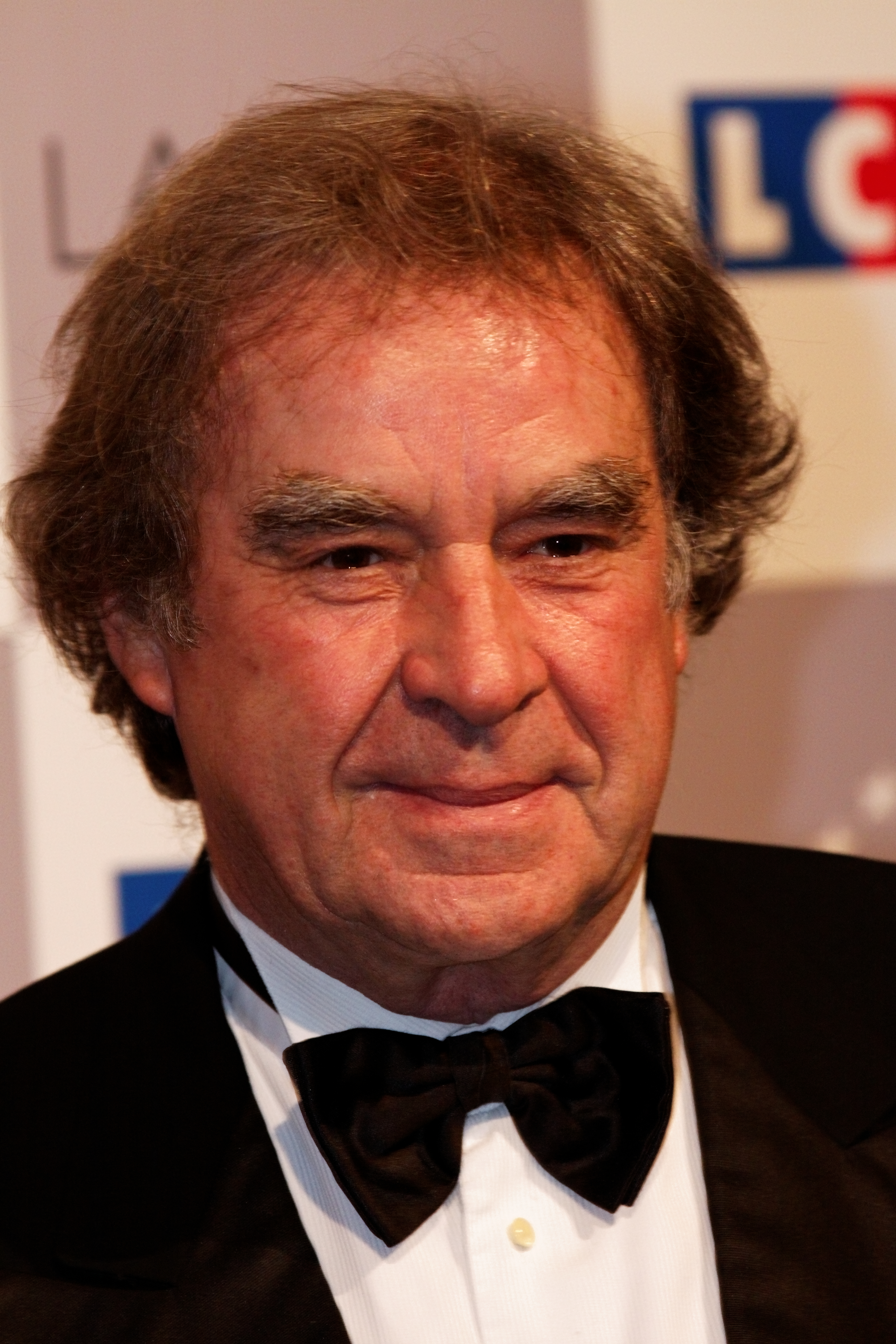
Жан Мишель Вильмотт

В ноябре 2012 года посол России во Франции Александр Орлов, не дожидаясь официального отказа префекта Парижа, попросил власти Франции приостановить рассмотрение заявки на строительство комплекса для доработки проекта и приведения его в соответствие с предъявляемыми к нему «специфическими требованиями». В декабре российская сторона приняла решение отозвать уже существующий проект и переработать его. Чуть позже стало известно, что у храма сменился и архитектор. Возводить православную церковь было поручено известному французскому архитектору Жан-Мишелю Вильмотту,, занявшему первоначально по результатам голосования последнее место в конкурсе проектов.

Проект Жан-Мишеля Вильмотта

25 декабря 2013 года префект Парижа и региона Иль-де-Франс Жан Добиньи подписал распоряжение, разрешающее строительство, и в январе 2014 года проект был официально представлен. Было озвучено, что закладка комплекса состоится 6 июня 2014 года, а строительство займёт около полутора лет и может завершиться к концу 2015 года.
По словам автора проекта Жан-Мишеля Вильмотта: «Проект изменился потому что по сравнению с вариантом Нуньеса-Яновского изменился сам состав проекта. Это уже не единое здание, а комплекс из нескольких, в которые входят и храм, и русско-французская школа, и культурный центр». Архитектор был также очень доволен тем, что заказчики не заставили его застроить каждый квадратный метр участка, в результате чего здания заняли примерно половину площади, что позволило провести сквозь центр внутреннюю улицу, разбить сады. Он оценил затраты на строительство примерно в 100 миллионов евро. Поскольку Российский духовно-культурный православный центр расположен на набережной Сены, то понадобились отдельные расчёты, чтобы сделать невозможным его подтопление во время разливов Сены.

### Строительство
Строительные работы начались 15 июля 2014 года. По оценке РБК на декабрь 2014 года, само строительство обойдётся в €4,32 млн (311 млн руб. по курсу ЦБ на 15 декабря 2014), ещё почти 121 млн руб. стоят сопутствующие работы на месте будущей стройки. Заказчиком во всех случаях выступает Управление делами президента России.
14 апреля 2015 года епископ Корсунский Нестор возглавил церемонию торжественной закладки соборного храма.
Летом 2015 года бывшие акционеры «ЮКОСа» ссылались на выданную французским судом экзекватуру на известные решения Международного Гаагского трибунала, предприняли попытки заявить свои права на ряд принадлежащих России объектов недвижимости, в том числе и на участок на набережной Бранли, однако 24 июня того же года судья по исполнению судебных решений Парижского суда первой инстанции решил, что участок, на котором ведётся строительство православного центра, пользуется дипломатическим иммунитетом. Позднее французские парламентарии приняли поправку в закон о госимуществе, призванную усилить защиту активов других государств. И хотя Россия в тексте закона не упоминалась, французские СМИ окрестили нововведение «поправкой Путина».
19 марта 2016 года состоялась торжественная церемония освящения пяти крестов куполов собора Пресвятой Троицы и установка большого креста на основном куполе собора. Разработку и проектирование крестов осуществила российская компания ЗАО «Инновационное Управление Строительством» (ICM), партнёр французской компании Bouygues.
В марте 2016 года глава аппарата правительства РФ Сергей Приходько оценил стоимость проектирования и строительства собора без внутренней отделки в 90 миллионов евро. Завершение строительства и сдача центра в эксплуатацию была намечена на осень 2016 года, а внутренняя отделка храма должна была занять ещё около двух лет. Средства на внутреннее убранство будут выделены в основном из внебюджетных источников.
23 сентября 2016 года на колокольне нового собора были установлены 10 колоколов. Колокола были отлиты на колокольном заводе ООО «Италмас» в городе Тутаев (Ярославская область).

### Открытие и освящение

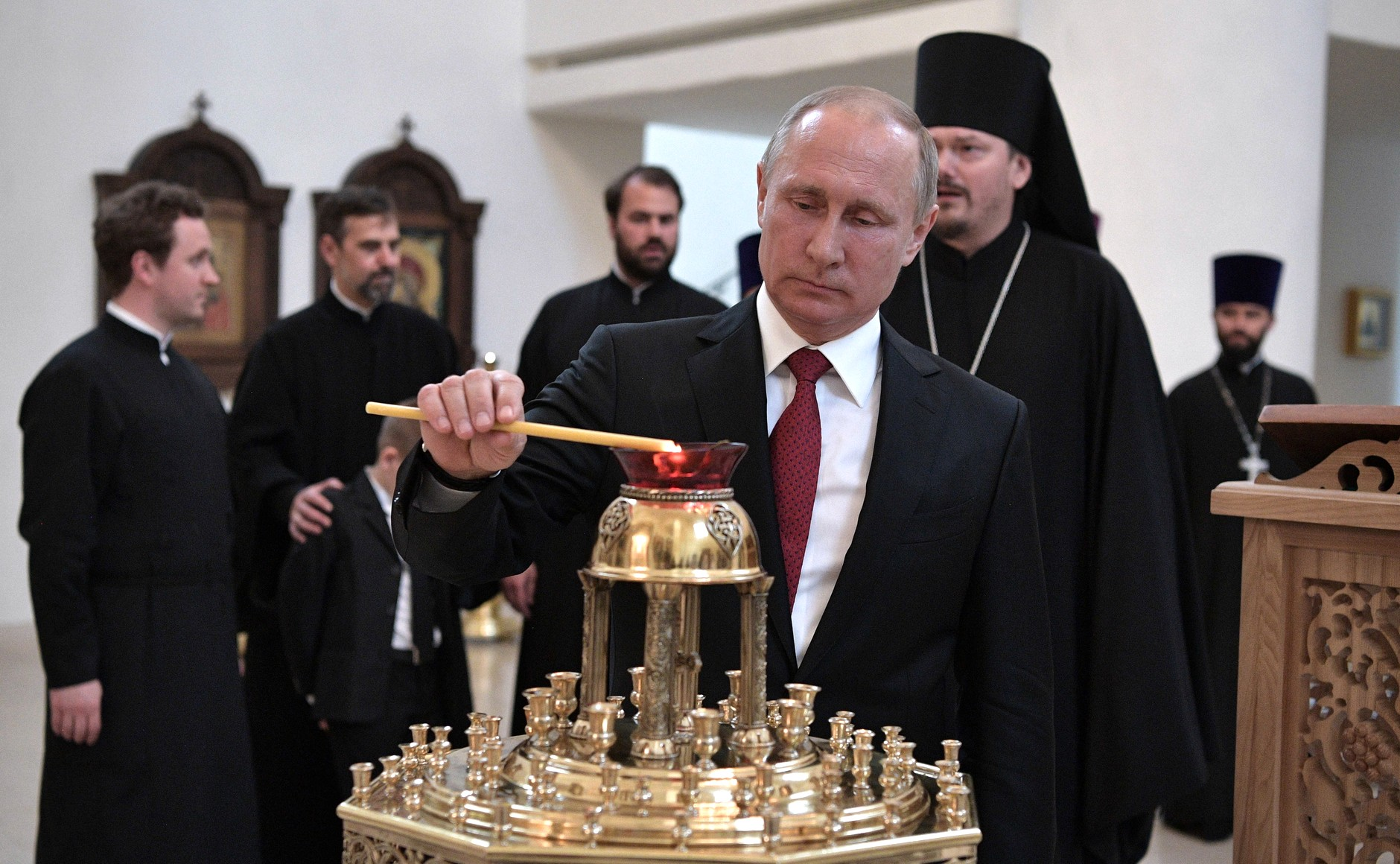
Президент России Владимир Путин
в Российском духовно-культурном центре.
29 мая 2017 года

Ожидалось, что презентовать собор будут президенты Франции и России Франсуа Олланд и Владимир Путин, но обострение франко-российских дипломатических отношений привело к срыву визита российского президента: после того, как Россия наложила вето на резолюцию Совета Безопасности ООН, запрещающую бомбардировки города Алеппо, французские власти предложили снизить статус официального визита президента России во Францию до «рабочей группы по Сирийскому вопросу». В ответ российская сторона аннулировала визит.
Тем не менее 19 октября 2016 года состоялось официальное открытие русского духовно-культурного центра на набережной Бранли. В праздничном мероприятии приняли участие глава российской делегации Министр культуры Российской Федерации Владимир Мединский, мэр Парижа Анн Идальго, Посол Российской Федерации во Франции Александр Орлов, мэр 7-го округа Парижа Рашида Дати, епископ Корсунский Нестор (Сиротенко), руководитель Управления Московской Патриархии по зарубежным учреждениям епископ Богородский Антоний (Севрюк) и другие официальные лица.
4 декабря 2016 года, в праздник Введения во храм Пресвятой Богородицы, Патриарх Московский и всея Руси Кирилл возглавил освящение собора Святой Троицы в Париже. В богослужении помимо многочисленных клириков Московского Патриархата, участвовали представители Константинопольской, Антиохийской и Румынской православных церквей. Богослужение транслировалось в прямом эфире французского католического телеканала KTO и российского православного телеканала «Союз». Кроме того, трансляцию могли увидеть люди, которых не вместил храм, ― большие экраны были установлены у его стен.
Впервые Президент России Владимир Путин посетил Российский духовно-культурный центр во время своего визита во Францию 29 мая 2017 года.